# Дети Богов (Звёздные врата: SG-1)
«Дети Богов» (англ. «Children of the Gods») — пилотный эпизод научно-фантастического телевизионного сериала, основанного на научно-фантастическом фильме «Звёздные врата».

## Сюжет
«Звёздные Врата», таинственный артефакт, найденный на плато Гиза и создающий энергетический тоннель между Землёй и планетой Абидос, были вновь открыты. Прошедшие через них существа захватили в плен женщину-военную и убили остальную охрану. Генералом Хаммондом было принято решение вернуть из отставки полковника Джека О’Нилла, который вынужден был признать что, вопреки отданному приказу, он не уничтожил «Врата» на другой стороне. Прибыв на Абидос, специально созданная команда SG-1 вновь встречается с Дэниелом Джексоном, обнаруживает список множества «Врат», разбросанных по Галактике, и впервые встречает брата Ра, гоа’улда Апофиса, захватившего жену Дэниела Ша’ре и её брата Скаару.

## Переиздание
В 2009 году вышла обновлённая режиссёрская версия эпизода в виде самостоятельного видеофильма (англ. Stargate SG-1: Children of the Gods — Final Cut). В ней улучшено качество видео, раскрываются дополнительные сюжетные линии. Выпуск посвящён памяти Дона Дэвиса, умершего в 2008 году.